# Bzie Dolne
Bzie Dolne (niem. Nieder Goldmannsdorf) – dawna wieś, od 1975 w granicach miasta Jastrzębie-Zdrój w województwie śląskim. Stanowi południową część sołectwa Bzie, skupiającego także dawne wsie Bzie Górne i Bzie Zameckie. Bzie Dolne leży na południowo-wschodnich rubieżach miasta, przy granicy z gminą Pawłowice.

## Historia administracyjna
Bzie Dolne w przeszłości związane było z powiatem pszczyńskim na Górnym Śląsku, gdzie stanowiło gminę jednostkową. W II RP przynależało do województwa śląskiego i powiatu pszczyńskiego.
Podczas II wojny światowej włączone do III Rzeszy (rejencja katowicka, powiat Pleß). 1 kwietnia 1940 hitlerowcy znieśli gminę Bzie Dolne, włączając ją wraz z Golasowicami i Jarząbkowicami do gminy Pielgrzymowice (Pilgramsdorf), która 17 stycznia 1941 utworzyła Ortspolizeibezirk Pilgramsdorf.
Po wojnie Bzie Dolne weszło w skład województwa śląsko-dąbrowskiego. 1 grudnia 1945 formalnie (przez władze polskie) utraciło status gminy, i zostało włączone do nowo utworzonej zbiorowej gminy Golasowice.
W związku z reformą znoszącą gminy jesienią 1954 roku, Bzie Dolne włączono do nowo utworzonej gromady Bzie Zameckie dla której ustalono 16 członków gromadzkiej rady narodowej. 1 stycznia 1957 całą gromadę Bzie Zameckie włączono do powiatu wodzisławskiego w tymże województwie, gdzie przetrwała do końca 1972 roku. 8 grudnia 1970 wieś Bzie Zameckie liczyła 434 mieszkańców.
W związku z kolejną reformą administracyjną kraju Bzie Dolne weszło w skład nowo utworzonej gminy Ruptawa w powiecie wodzisławskim w województwie katowickim, lecz już dwa i pół roku później, 27 maja 1975, zostało włączono w granice Jastrzębie-Zdrój.